# Henry Linderman
Henry Richard Linderman (ur. 25/26 grudnia 1825 w Lehman, zm. 27 stycznia 1879 w Waszyngtonie) – amerykański lekarz, urzędnik U.S. Mint i jej dwukrotny dyrektor w latach 1867–1869 i 1873–1878. 

## Życiorys
Urodził się 25 lub 26 grudnia 1825 roku w Lehman w hrabstwie Pike (Pensylwania) w rodzinie Johna i Rachel Lindermanów. Jego ojciec przez około 50 lat był lekarzem na obszarze Doliny Delaware.
Początkowo uczył się medycyny od swojego ojca. W 1846 roku ukończył medycynę na City University of New York. Następnie rozpoczął praktykę lekarską w hrabstwach Pike i Carbon gdzie prowadził ją aż do roku 1853.
W 1853 roku został zatrudniony jako urzędnik w biurze dyrektora U.S. Mint w Filadelfii gdzie pracował przez 12 lat. W 1865 roku zrezygnował ze stanowiska i zaangażował się w prywatne przedsięwzięcie.
W 1867 roku został powołany na stanowisko dyrektora U.S. Mint. Sprawował je do 1869 roku i został zastąpiony przez Jamesa Pollocka. W okresie swojego urzędowania zgłosił problem ze srebrnym dolarem Seated Liberty. Według niego większość srebrnych dolarów wybitych przez mennicę była od razu wywożona za granicę przez osoby prowadzące handel w Indiach Wschodnich lub wykupowana przez kolekcjonerów.
W uznaniu doświadczenia i wiedzy Lindermana sekretarz skarbu George S. Boutwell wyznaczył go do przeprowadzenia kontroli w oddziałach mennicy na zachodzie kraju. W latach 1869–1870 pracował z Johnem Knoxem nad Coinage Act of 1873 (znany jako Mint Act of 1873). W 1870 roku prezydent Ulysses Grant poprosił Lindermana o odwiedzenie europejskich mennic, sprawdzenie stosowanych tam metod bicia monet, a także zbadanie stosunku wartości między srebrem a złotem w Europie. Na podstawie obserwacji poczynionych podczas wyjazdu stał się zwolennikiem standardu złota. W 1872 roku otwierał oddział mennicy i biuro probiercze w San Francisco. Ponadto wraz z prof. Robertem Rogersem prowadził prace nad stratami ponoszonymi podczas prowadzenia operacji finansowych z użyciem srebra i złota. Zauważył, że amerykańskie przedsiębiorstwa tracą na sprzedaży swoich towarów do Chin i Japonii oraz na obsłudze swojej działalności w Azji w meksykańskim dolarze. Tworzyło to jednocześnie rynek zbytu dla meksykańskiego srebra kosztem amerykańskiego. W 1872 roku w raporcie dla sekretarza skarbu zasugerował bicie własnej, srebrnej monety handlowej o stałej wadze 27,21 g i zawartości 24,49 g srebra próby 900. Informacje o wadze i próbie miałyby się pojawić na monecie, co przekładałoby się na jej wiarygodność. Prestiż monety byłby dodatkowo budowany przez wizerunek i wykonanie, których brakowało dolarowi meksykańskiemu.
Uchwalona w 1873 roku Coinage Act wstrzymała bicie srebrnych jednodolarówek i zniosła bimetalizm, który od czasu odkrycia złota w Kalifornii praktycznie nie funkcjonował w Stanach Zjednoczonych . Ponadto ta sama ustawa zainicjowała bicie amerykańskiego dolara handlowego.
W 1873 roku prezydent Grant powołał go ponownie na stanowisko dyrektora mennicy. W 1874 roku Henry Linderman zaproponował powtórne rozważenie wprowadzenia w Stanach Zjednoczonych złotej monety o nominale 50 dolarów. Millman twierdzi jednak, że pomysł ten nie wynikał z potrzeb rynkowych. Dyrektor mennicy prywatnie był kolekcjonerem monet i pomysł wybicia monety Half Union interpretuje się jako chęć osiągnięcia zysku .
Od czerwca 1878 roku stan zdrowia Lindermana zaczął się pogarszać. Miał problemy m.in. z nerkami. Zmarł w Waszyngtonie 27 stycznia 1879 roku.